# 夏得林卡河
夏得林卡河（俄语：Река Щадринка）是俄羅斯萨哈林州多林斯克区的河流，由南向北流，长12公里，流域面积30.2平方公里，在距河口48公里处注入奈巴河。

## 引用
1. ↑  М·Г·瓦西科夫斯基. . 列宁格勒: 气象出版社. 1973 （俄语）.
2. ↑  . 国家水登记处.   [2024-01-05]. （原始内容存档于2023-12-12） （俄语）.